# بحری (مصر)
بحری (به عربی: بحری) یک منطقهٔ مسکونی در مصر است که در استان اسکندریه واقع شده‌است.